# Мемориал „Знаме на мира“
Мемориалът „Знаме на мира“, известен и с името Камбаните, е построен в Международния парк на децата от света (повече познат като Камбаните) в София, в непосредствена близост до южната дъга на Околовръстния път.
Първата детска асамблея „Знаме на мира“ е официално открита в София на 16 август 1979 г. По време на асамблеята е открит мемориалът, който се свързва с идеята на асамблеята и желанието на организаторите ѝ да превърнат света в по-щастливо място.
Мемориалът е изграден по проект на скулпторите Крум Дамянов и Михаил Бенчев, архитектите Благой Атанасов и Георги Генчев и инженер Антон Малеев. Строителството е извършено за 30 денонощия от строителната бригада на майстор Никола Павлов.
Бетонният монумент е с височина 37 метра, състоящ се от вертикални пилони, ориентирани според посоките на света, и спираловидна композиция от 2 полусфери, където са разположени част от камбаните. Около този главен монумент в кръг са поставени редица много по-малки бетонни елементи, върху които са окачени камбани, дарени от различни държави: 68 са поставени през 1979 г., а после броят им нарастава до около 100 камбани.
Мотото, под което е учредена асамблеята – „Единство, творчество, красота“, е изписано на български и английски език на главния монумент в парка. Първоначално идеята е била асамблеята да се проведе само веднъж, но след изключително одобрителната международна реакция в света, разделен от „желязна завеса“, асамблеята започва да се провежда веднъж на всеки 3 години. В последното ѝ официално издание през 1989 г. участват деца от 135 държави. След 10-годишно прекъсване Евгения Живкова – дъщерята на инициаторката Людмила Живкова, възстановява асамблеята през 1999 г., но в значително по-скромен мащаб.

## Други
На Витошките камбани е наречена улица в квартал „Симеоново“ в София (Карта).